# 楊僧嗣
楊僧嗣（？－473年），仇池氐人，武都王楊元和之從弟。
楊元和在大約466年棄國投奔北魏後，楊僧嗣自立，屯葭蘆（今甘肅武都縣東南）。466年七月，宋以僧嗣為北秦州刺史、武都王。473年楊僧嗣在葭蘆去世，從弟楊文度自立為武興王。
| 前任： 楊元和 | 仇池首領 466年－473年 | 繼任： 楊文度 |